# Strigocuscus celebensis
Strigocuscus celebensis är en pungdjursart som först beskrevs av Alan Maurice Gray 1858. Strigocuscus celebensis ingår i släktet Strigocuscus och familjen klätterpungdjur. IUCN kategoriserar arten globalt som sårbar.
Pungdjuret lever på Sulawesi (Celebes) och mindre öar i närheten, som Sangir Islands och Siau. Arten vistas främst i tropisk regnskog och är aktiv på natten.
Arten når en kroppslängd (huvud och bål) av 29 till 38 cm och en svanslängd av 27 till 37 cm. Vikten är ungefär 1 kg. Den mjuka pälsen har en brunaktig färg. Ansiktet kännetecknas av en kort nos med naken näsa och stora ögon.  Liksom andra arter av samma släkte har Strigocuscus celebensis fem fingrar och tår. De är med undantag av stortån utrustade med kraftiga klor. Stortån och de två första fingrarna av är motsättliga de andra tårna respektive fingrarna. Dessutom kan svansen användas som gripverktyg. Honor har en pung (marsupium) med två eller fyra spenar.
Födan utgörs huvudsakligen av blad och frukter. Individerna gömmer sig på dagen i trädens håligheter. Hos arten bildas monogama par. Honor kan ha två kullar per år med tre till fyra ungar per kull. Dräktigheten varar bara 20 dagar och sedan lever de nakna ungarna sina första veckor i moderns pung. Ungarna diar sin mor fem till åtta månader.

## Underarter
Arten delas in i följande underarter:
- S. c. celebensis
- S. c. feileri
- S. c. sangirensis